# Holbese
Holbese (Holbece) ist eine osttimoresische Aldeia im Suco Leber (Verwaltungsamt Bobonaro, Gemeinde Bobonaro). 2015 lebten in der Aldeia 161 Menschen.

## Geographie
Holbese liegt im Südosten des Sucos Leber. Südwestlich liegt die Aldeia Mabelis, nordwestlich die Aldeia Leber-Taz und nördlich die Aldeia Holsa Taz. Im Süden grenzt Holbese an den Suco Guda, im Osten an den Suco Molop und im Nordosten an den Suco Sibuni. Die Grenze zu Mabelis bildet der Lelelpo, der in den Pa mündet, der der Grenze zu Guda folgt. Der Höhenzug des Berges Leber  bildet einen Teil der Grenze zu Holsa Taz. Dem Gegenüber liegt der Mapeop an der Grenze zu Sibuni. Zwischen den beiden Bergen liegt eingequetscht das Dorf Holbese.
Zum Ort Holbese gehört eine Grundschule. Die Aldeia ist durch große Höhenunterschiede geprägt. Das Dorf liegt auf einer Meereshöhe von 1167 m, der Berg Mapeop erreicht 1235 m, der Pa fließt an der Südgrenze auf einer Meereshöhe von etwa 380 m.

## Politik
2023 wurde Camilo de Jesus  zum Chefe de Aldeia gewählt.